# Lindbergia pseudoleskeoides
Lindbergia pseudoleskeoides är en bladmossart som beskrevs av Hugh Neville Dixon 1916. Lindbergia pseudoleskeoides ingår i släktet Lindbergia och familjen Leskeaceae. Inga underarter finns listade i Catalogue of Life.